# نینا مرسدس
نینا مرسدس ((به انگلیسی: Nina Mercedez)؛ زاده ۱۰ نوامبر ۱۹۷۹) یک بازیگر پورنوگرافی اهل ایالات متحده آمریکا است.

## اوایل زندگی
او در کورپس کریستی تگزاس به دنیا آمده‌است. مادر بزرگش از ایتالیا بود پدرش از مکزیک بود تبار پدرش از تبار آزتک بود.
نینا وقتی ۱۵ سالش شد رفت برای وال‌مارت و تارگت مدلینگ انجام داد. سپس وارد پورنوگرافی شد و پس از آن به عنوان مدل برای مجله‌های مختلف مثل رشد عضله مدل شد.

## حرفه سرگرمی بزرگسال

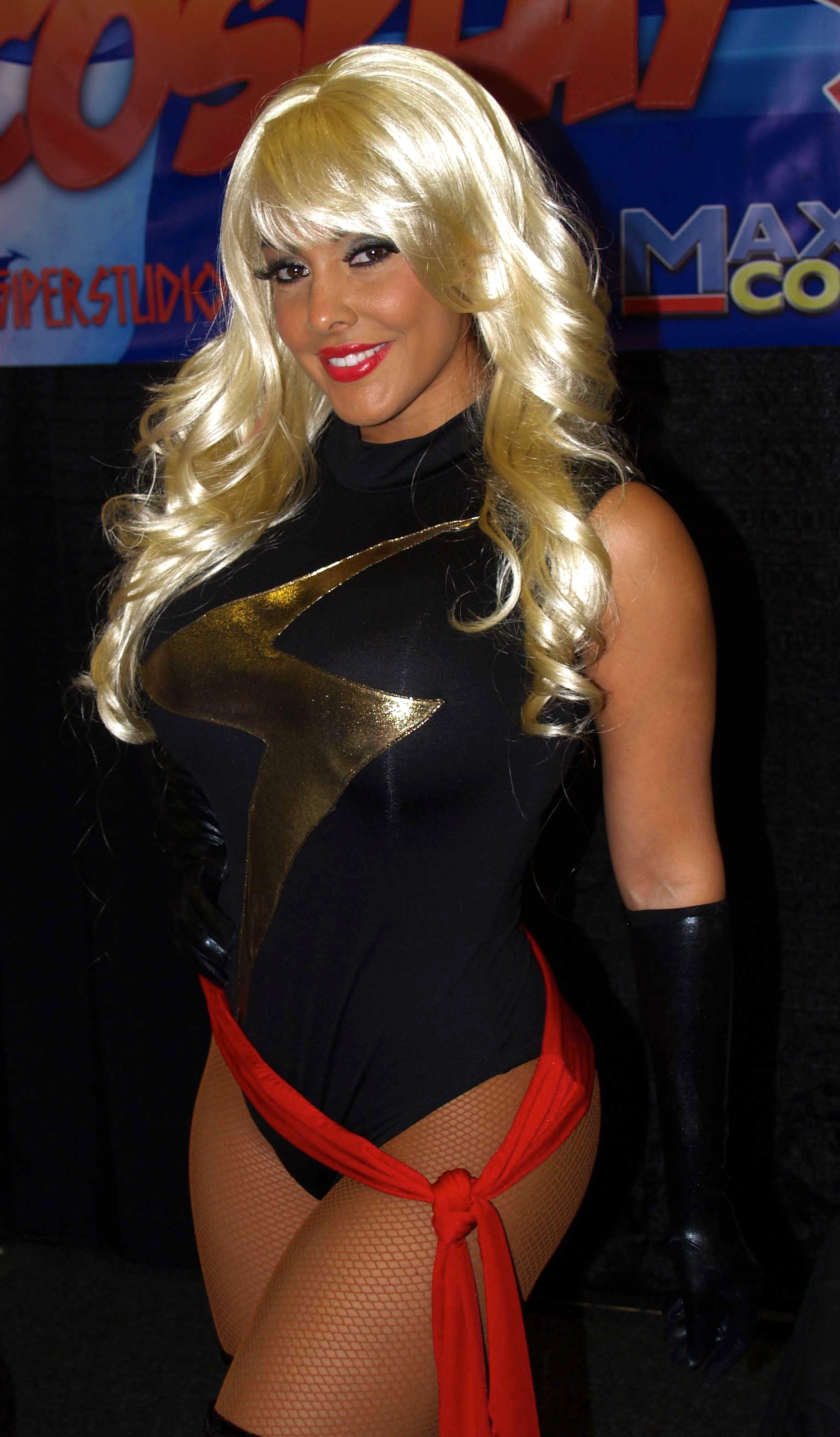
نینا مرسدس در حال کس پلی

مرسدس وقتی ۱۹ ساله بود رقص را شروع کرد. او نام مستعار مرسدس را از روی زادگاه مادرش برای خودش انتخاب کرد. سپس نینا را به عنوان اسم هنری خود برگزید چون وقتی افراد در اینترنت «مرسدس» را جستجو می‌کردند نتایج برای یک پورن استار دیگر به نام مرسدس اشلی یا شرکت مرسدس بنز بودند.
در سال ۲۰۱۳ مرسدس مایوی شنای خودش را رونمایی کرد و اسم آن را La Scorpia گذاشت. علاوه بر این او یک وبگاه نیز دارد (CosplayStars.com) که در آن عکس‌های خودش و دیگر بازیگران پورنوگرافی را برای مردم می‌گذارد.

## حضور در رسانه‌های جاری
در اکتبر ۲۰۰۳ مرسدس در تلویزیون فاکس در یک اپیزود از مجموعه تلویزیونی skin بازی کرد. در اوت ۲۰۰۶ برای مجله دختران سوارکار (lowrider girls) توصیه‌هایی در ارتباط با رابطه و سکس نوشت.